# Бакстер Стокман
Бакстер Стокман (англ. Baxter Stockman) — геніальний вчений і антагоніст черепашок-ніндзя. Уперше з'явився в коміксі «Teenage Mutant Ninja Turtles» #2, після чого з'являвся в усіх мультсеріалах та одному фільмі про команду черепах.

## Комікси

### Mirage

Бакстер Стокман у коміксах Mirage

В коміксах Mirage доктор Стокман — вчений-соціопат, що не має ніякого відношення до Шреддера.  Він розробив роботів-мишоловів "Маусерів", разом зі своєю асистенткою Ейпріл О'Ніл. Після розробки маусерів у місті почалися дивні пограбування банків, після яких під будівлями з'являлися таємничі тунелі. Ейпріл дізнається про справжню ціль створення маусерів, після чого Стокман відвів її в підземелля з сотнями мишоловів. Також він розказав їй, що робить це не задля грошей, а тому, що "це так весело". Ейпріл тікає від божевільного професора, але той посилає за нею маусерів. Дівчину рятують черепахи і разом з нею проникають в лабораторію Бакстера. Черепахам вдалося зупинити Стокмана та знищити його роботів.
У томі 2 Стокман повертається як головний лиходій. Він використовує технологію DARPA, щоб перемістити свій розум у велетенського робота. Бакстер намагався помститися черепахам, але його нове тіло було знищене електричним струмом великої напруги і він уважався мертвим.
У 4-му томі виявляється, що Донателло багато років зберігав у себе залишки тіла Стокмана, про що навіть його брати не знали. Також виявилося, що він увів Ейпріл небезпечних нано-ботів. Зрештою ці нано-боти активувалися і почали руйнувати тіло О'Ніл, але Доні вдалося їх знищити. Донателло вреші-решт знищує тіло і розум Бакстера, аби помститися за Ейпріл. Проте є імовірність, що розум Стокмана уцілів і досі повзає по мережі.

### Archie
В коміксах Archie він виглядає так само, як і в першому мультсеріалі, проте не перетворюється на муху. Стокман дуже рідко з'являється в цих коміксах.

### IDW

Бакстер Стокман у коміксах IDW

В коміксах видавництва IDW Баксетр є директором компанії "StockGen". Він отримав замовлення на створення речовини, що могла б мутувати живі клітини. Стокман створює цю речовину і випробовує її на чотирьох черепахах і пацюку, які пізніше через цю речовину мутують занадто сильно. Роботі Бакстера весь час заважали Фути, які викрадали його технології, через що вченому весь час доводилося відповідати перед заказником — Генералом Кренґом. Дізнавшись про мутантів в каналізації, Стокман наймає кота-мутанта на ім'я Ікло, щоб той зловив йому Сплінтера. Разом з армією маусерів кіт відправився на пошуки Сплінтера і все ж зловив його. Радісний Бакстер вирішив привезти генерала і показати йому свої успіхи, але не встиг. Пацюка викрали ніндзя Шреддера. За провал Стокман застрелив Ікло, а його самого примусово забрали на острів Бернау, де він побачив справжній вигляд Кренґа.
Також, у міні-серії присвяченій Донателло, божевільний професор створив пристрій для пошуку черепах, але його викрала Ейпріл О'Ніл.

## Телебачення

### Мультсеріал 1987-го
В цьому мультсеріалі Бакстер Стокман скромний винахідник з білою шкірою, що спершу навіть і не бажав ставати злочинцем. Озвучує його Пет Фрейлі.
Бакстер хотів продати своїх маусерів агентству по надзору "Аякс", але його роботів не купили, адже чудова робота маусерів могла привести агентство до банкрутства. Після провалу, Стокман зустрівся зі Шреддером, який запропонував вченому фінансування його винаходи і Бакстер створив ще 12 роботів, а також командний центр для керування ними. Маусери були запрограмовані на знищення Сплінтера, проте їх зупинили черепахи. Останні відправилися на пошуки Стокмана і також врятували його від Футів, яких відправив Шреддер. Черепахи дізналися від переляканого Бакстера про плани Шреддера і тільки тоді відпустили його.
За свої розповіді про антропоморфних черепах Бакстер потрапляє до Псих. лікарні, але його вже скоро рятує Шреддер. Після перебування в лікарні Стокман став набагато злішим. Сакі зробив його своїм помічником і вони разом почали планувати помсту черепахам. Двоє злодіїв почали шукати три частини Ока Сарната, яке дасть своєму господарю неймовірні можливості. Бакстеру почало набридати, що він лише пішак. Стокман викрав Око, як тільки Шреддер зібрав його. Як виявилося, Око здатне створювати речі з нічого, але не золото. Сакі використав цю можливість, щоб повернути собі Око, але все одно програв, а Доні знищив артефакт.
Не дивлячись на зрадницьку натуру професора, Шреддер залишив його біля себе. Проте вже скоро, коли йому знадобилися Бібоп і Рокстеді, вн відправив взамін на Технодром Стокмана. Не розуміючи, чим може бути корисний Бакстер, Кренґ вирішує опромінити його дизентегратором, але пролітаюча повз муха приводить до мутації самого Стокмана в муху.

Стокман муха

Після перетворення на муху, Стокман неодноразово намагався знищити черепах і Шреддера, але всі його плани закінчувалися невдачею.

### Мультсеріал 2003-го
Так як цей мультсеріал частково оснований на оригінальних коміксах, ця версія Стокмана дуже схожа на свого тезко з коміксів Mirage. Однак у мультсеріалі він з самого початку працював на Шреддера. Озвучений Скоттом Вільямсом.
На початку Стокман створював для Фут маусерів, які грабували банки. Проте зусиллями Ейпріл та черепах його плани були зірвані, а компанія "StockTronics" знищена, за що Хан вирізав Бакстеру око. Стокман розробляв пристрої та роботів для Шреддера, але його плани завжди провалювалися, за що його покарання продовжувалися і продовжувалися. Всі ці події призвели до того, що Стокман почав планувати знищення Шреддера й Хана. Після знищення магазину Ейпріл О'Ніл, де також знаходилися черепахи і Сплінтер, Шреддер дає наказ вченому знайти докази смерті героїв, вобмін на екзо-костюм утромів, виловлений в річці Гудзон. Стокман не знаходить доказів чи тіл, але створює свої докази і отримує в руки екзо-скелет. За допомогою технологій утромів, Бакстер створює собі велетенськи та дуже міцний костюм. Коли черепахи вриваються в штаб Шреддера, Стокман також починає атаку з ціллю знищити усіх. Спільними зусиллями вороги перемагають Бакстера, але не на довго.
В другому сезоні Стокман повертається і знову служить Шреддеру. Цього разу від нього залишилася лише голова. Використовуючи свій інтелект, Бакстер проникає в лабораторію утромів T.C.R.I. і ламає там всю техніку, через що черепахи застрягають у віртуальній реальності. Зрештою професор Ханітак звільняє Стокмана з-під контролю Сакі і вчений атакує свого господаря, після чого тікає геть. Після поразки Шреддера, Бакстер об'єднався зі Шкіроголовим і пообіцяв допомогти змайструвати йому трансмат, який відправить крокодила на Утром, якщо той змайструє Стокману тіло на основі костюмів утромів. Коли Шкіроголовий дізнається про звязов Бакстера з Шреддером, між ними зав'язується битва, але вчений перемагає і тікає. Коли мафія, Пурпурові дракони вирішують поділити територію померлого Шреддера, Стокман приєднується до мафії.
Пізніше від Стокмана, завдяки Хану, залишається лише мозок і вчений знову потрапляє в руки Шреддера. В третьому сезон у Бакстера з'являється суперник в лиці молодого вченого Чапліна. Аби залишитися живим, Стокман намагається підставити Чапліна, але частіше всього це обертається проти нього самого. В Бакстера також стається несподіване взаєморозуміння з Ханом, який упав в очах Шреддера. Стокман стає більше поважати Чапліна, коли той створює йому нове сильне тіло. Пізніше стає відомо, що Бакстер таємно працює на агента Бішопа, а після остаточного програшу Чрелла, Стокман стає працювати на Сили Захисту Землі.
В четвертому сезоні Стокман є одним з головних антагоністів разом з Бішопом, Ханом і Караі. Бакстер допомагає Бішопу імітувати ще одне інопланетне вторгнення, щоб переконати Білий дім далі фінансувати СЗЗ. Проте імітація призводить до катастрофи. Залишені після мертвих клонованих прибульців рідини починають мутувати тварин і людей в Нью-Йорку. Перенісши Бішопа в нове тіло, Стокман повідомляє йому про жахливі наслідки операції, але ні СЗЗ, ні черепахам не вдається утримати ці наслідки.
Він є головним антагоністом серії "Insane in the Membrane", де за допомогою технологій СЗЗ створює собі людське тіло. З часом у голову Стокмана приходить думка, що його тіло повільно руйнується і гниє. Роздумуючи над цим, він приходить до висновку, що його перший провал стався через Ейпріл і він вирішує вбити її. Він затягує дівчину в розвалену будівлю "StockTronics", але приходять черепахи. Розум Стокмана затуманюється і він починає бачити замість О'Ніл свою мати. Заради її життя він жертвує своїм і падає в річку.
Звичайно Стокман вижив, його виловив з річки агент Бішоп, що сильно розлютило вченого. Через деякий час до нього та Бішопа прибули черепахи, після перетворення Донателло на монстра. Агент згодився спробувати вилікувати Дона, якщо його брати викрадуть у Караі камінь, що керує ніндзя-містиками, але Бішоп і не усвідомлює, що насправді звільнив містиків. Також в одній серії Стокман оживляє Нано, але боти тікають від нього.
Коли Тенгу Шреддер атакує Нью-Йорк, СЗЗ намагаються його зупинити. Вони об'єднуються з черепахами, Силами Справедливості, Пурпуровими драконами та Футами, аби перемогти. Бакстеру доручають охораняти Караі, яка має ослабити Тенгу. Під час місії стокман піддається атаці, але все одно виживає.
Впродовж наступних п'ятдесяти років Стокман і далі працював на СЗЗ, але під час створення органічних маусерів, Бакстера завалило в його ж лабораторії і Бішоп вважав його мертвим. Але вчений вижив і мутував, після чого зібрався вбити свого колишнього боса. Проте після битви з черепахами і Бішопом, Стокман згодився знову працювати на останнього, а той взамін пообіцяв створити йому людське тіло.
В останньому сезоні Стокман несподівано почав працювати на Хана, але скоро його робо-тіло захопив Кібер-Шреддер, але разом з черепахами він звільняється від Шреддера. В кінці сезону Стокман натравлює на Нью-Йорк армію динозаврів, але черепахи знову перемагають.
Також у мультсеріалі є ще одна версія Стокмана. В серії "Same As It Never Was" Донателло потрапляє в паралельний світ, де Чрелл переміг і захопив владу на Землі. Стокман тут став покаранням для Хана. За численні провали Шреддер причепив Бакстера до його тіла. В кінці Хан спробував повернутися на службу до Чрелла, але той з радістю розтоптав обох.

### Мультсеріал 2012-го
Бакстер Стокман з'являється в мультсеріалі 2012-го року, озвучений Філом ЛаМарром. Тут він є невдахою, над яким насміхаються і черепахи, і посіпаки Шреддера.
У мультсеріалі він не раз згадував, що завжди мав щось зле всередині. Ще бувши школярем, Бакстер приніс на ярмарку вулкан зі справжньою лавою і той спалив увесь спортивний зал. Також він часто зазнавав знущань з боку однокласників через свій розум. Коли Стокман виріс, він пішов на роботу в TCRI, але вже скоро його вигнали через нещасний випадок. Тоді він пообіцяв помститися усім своїм кривдникам.
Він вперше з'являється в серії "I Think His Name Was Baxter Stockman", де черепахи помічають його в екзо-костюмі, коли він намагається проникнути в якусь будівлю. Черепахи зупинили Стокмана, але вчений захопив T-Pod Донателло і з'єднав його зі своїм костюмом. Це зробило його більш небезпечним для черепах, які й досі трохи співчувають Бакстеру. В серії "Mousers Attack" Стокман викрадав новітні технології за допомогою маусерів. Але його плани зруйнувалися, коли він втрутився в справи клану Фут, після чого його викрав мутант Доґпоунд і приніс до Шреддера, який змусив Стокмана приєднатися до нього. У серії "Baxter's Gambit", Стокман втомився від принижень і зібрав усіх своїх ворогів у смертельному лабіринті. Проте Бакстер програв, коли його вороги об'єднали сили. Після цього вчений утік.
У серії "Mikey Gets Shellacne" Стокман виявив, що має в розпорядженні велику кількість мутагену, але на нього почали полювання Караі та Доґпоунд. Останній знайшов Бакстера і прикріпив на його шию ремінь з мутагеном, як запобіжний захід. Після цього Стокман знову потрапив у руки Шреддера, який тепер міг мутувати вченого, якщо той знову зрадить його.
У серії "The Lonely Mutation of Baxter Stockman", Шреддер перестає вважати Стокмана чудовим помічником і вирішує мутувати вченого, щоб той став кориснішим. Через те, що на ніс Бакстера сіла муха, він і сам став мухою. Хоч у такій формі він є набагато небезпечнішим противником для черепах, йому все одно не вдається зловити їх, аби викачати чистий мутаген. Стокман став повністю вірним клану Фут і Шреддеру, гадаючи, що лише вони можуть допомогти йому знову стати людиною.
У серії "Legend of the Kuro Kabuto", разом з іншими посіпаками Шреддера, Бакстер полює на шолом Сакі, проте нічого йому не вдається. Пізніше, в серії "Vengeance is Mine", Стокман створює мутаген, що перетворив би черепах на покірних йому змій, які б убили Сплінтера й усіх ворогів клану. Проте його плани руйнує Караі, після чого лабораторія Бакстера руйнується.
Через три місяці, в арці "Return to New York", стокман знову отримує лабораторію, яку тепер захищають ракоподібні мутанти. В серії "Serpent Hunt" він мутував двох панків на ім'я Бібоп і Рокстеді.
В наступних серіях йому вдавалося контролювати Шреддера за допомогою особливої сироватки. Також він повернув людський облік Караі. Стокман також брав участь брав участь у боротьбі проти трицератонів, але, як і багато хто, був поглинений чорною дірою. Коли черепахи змінили хронологію з'явилася нова версія Бакстера.

### Мультсеріал 2018-го
У цьому мультсеріалі він дуже переосмислений. Тут Стокман це вундеркінд, що допомагає своїй сім'ї заробляти гроші за допомогою відеоблогу. Також він здатний створювати високотехнологічну зброю. Озвучений Рамоном Гамільтоном.

## Фільми

### Черепашки-ніндзя (2014)
У цьому фільмі він з'являється на декілька секунд поряд з Еріком Саксом та батьком Ейпріл. Зіграний Тоддом Фріменом.

### Черепашки-ніндзя 2: Вихід з Тіні
Цей Стокман закінчив Массачусетський інститут в 15 років, після чого почав працювати на клан Фут. Він визволяє Шреддера з в'язниці за допомогою телепорту. Коли Шреддер дізнається від Кренґа, що телепорт Бакстера лише одна третина могутнього механізму, то наказує Стокману знайти інші дві частини, аби привести в наш світ Кренґа і Технодром. Коли Бакстер виконує своє завдання, Шреддер відмовляється взяти його з собою на Технодром, а сам же Стокман погрожує, що колись його господар ще почує ім'я "Бакстер Стокман".

## Див. Також
- Рафаель
- Леонардо
- Черепашки-ніндзя